# 沙巴鲁丁仄
丹斯里沙巴鲁丁仄（1941年12月13日—2021年12月4日），马来西亚政治人物、巫统党员。他曾于1987年至1999年担任旅游、艺术及文化部长。

## 政治生涯
沙巴鲁丁仄在1982年竞选淡马鲁国会议席后开始了他的政治生涯。随后，他于1982年至1987年在首相马哈迪·莫哈末领导的内阁中担任副财政部长。1987年至1999年，出任旅游、艺术及文化部长。此外，他也曾在1996年担任巫统总秘书长达3年。
1999年5月19日，沙巴鲁丁仄宣布，自己将卸下内阁部长一职。他同时否认，辞职非外界所流传的健康原因，并称是马哈迪在内阁会议上表达的意愿。马哈迪随后在吉隆坡举行的新闻发布会上宣布对内阁进行小规模改组。

## 个人生活
沙巴鲁丁仄的妻子为法里达·莫哈末（Faridah Mohamed），两人育有四个孩子。法里达于2017年去世，享年75岁。
1999年6月6日，沙巴鲁丁仄入住国家心脏中心。

## 逝世
2021年12月4日7点45分，沙巴鲁丁仄因感染新冠肺炎在马大医药中心（UMMC）病逝，享年79岁。他被安葬于武吉加拉穆斯林公墓。

## 荣誉
- 马来西亚
  -  王室效忠勋章 (P.S.M.) - 丹斯里 (Tan Sri)（2000年）[15]